# Catada phrycozona
Catada phrycozona là một loài bướm đêm trong họ Erebidae.